# Synchronized Armed Forces Europe
Synchronized Armed Forces Europe (SAFE) bezeichnet ein Konzept für eine immer engere Synchronisierung der europäischen Streitkräfte im Rahmen der Europäischen Sicherheits- und Verteidigungspolitik.
Das Konzept wurde am 10. November 2008 von Hans-Gert Pöttering, dem Präsidenten des Europäischen Parlamentes auf der 7. Berliner Sicherheitskonferenz vorgestellt. Am 21. Januar 2009 sprach sich der Auswärtige Ausschuss des Europäischen Parlamentes mit großer Mehrheit für das Konzept aus und fügte es in den Jahresbericht des Europäischen Parlamentes zur Europäischen Sicherheits- und Verteidigungspolitik ein. Im Rat der Europäischen Union laufen derzeit Gespräche über die Umsetzung des Konzeptes.

## Inhalt
SAFE beruht auf einer freiwilligen Teilnahme (opt-in Modell) und soll zu einer Synchronisierung der europäischen Streitkräfte führen. Dieses beim Euro oder Schengen benutzte Verfahren bietet genügend Handlungsspielraum für die neutralen und in Militärbündnissen verbundenen Mitglieder der EU. Diesem Prozess und den unter ESVP Mandat entsandten Streitkräften soll der Name SAFE „Synchronized Armed Forces Europe“ gegeben werden. SAFE befürwortet die dynamische Weiterentwicklung der heute bereits bestehenden Zusammenarbeit nationaler Streitkräfte hin zu einer immer engeren Synchronisierung.
SAFE befürwortet das Prinzip einer europaweiten Arbeitsteilung in den militärischen Fähigkeiten. Diese können in der Zusammenstellung der EU Battlegroups oder im Eurokorps bereits heute sichtbar werden. Darüber hinaus schlägt SAFE vor, militärische Laufbahnen in den nationalen Streitkräften für alle Europäer aus den Mitgliedsländern zu öffnen. Dieses wird bereits heute in den belgischen Streitkräften und in Ansätzen in der Deutsch-Niederländischen Reservistenverwendung praktiziert (siehe auch 1. Deutsch-Niederländisches Korps).
Im Rahmen von SAFE soll ein europäisches Soldatenstatut für den Einsatz entwickelt werden, das Ausbildungsstandards, Einsatzdoktrin und Handlungsfreiheit, Fragen der Pflichten und Rechte sowie das Qualitätsniveau der Ausrüstung und der medizinischen Versorgung sowie die soziale Absicherung im Falle von Tod, Verwundung und Dienstunfähigkeit regelt.

## Ziele
SAFE soll zur Weiterentwicklung von integrierten europäischen sicherheitspolitischen Strukturen beitragen. Diese sollen zivile und militärische Fähigkeiten verbinden und eine breite gesellschaftliche Akzeptanz in den Mitgliedsländern erreichen.

## Einzelnachweis
1. ↑  Europäisches Parlament-Ausschuss für auswärtige Angelegenheiten Bericht über die Europäische Sicherheitsstrategie und die ESVP vom 21. Januar 2009. Abgerufen am 1. Mai 2009 (PDF; 185 KB)